# Josef Beran
Josef Jaroslav Beran (29. prosince 1888 Plzeň – 17. května 1969 Řím) byl katolický duchovní a teolog, 33. arcibiskup pražský a primas český v letech 1946–1969 a od roku 1965 kardinál.
Byl politickým vězněm nacismu i komunismu, komunistický režim mu navíc po většinu času znemožnil spravovat diecézi. Po jmenování kardinálem prožil poslední roky svého života jako vyhnanec ve Vatikánu.
Po úmrtí jej kardinál Šeper označil za druhého svatého Vojtěcha. Jako jedinému Čechovi se mu dostalo pocty být pohřben po boku 91 papežů v kryptě svatopetrské baziliky ve Vatikánu s více než sto hroby. Paradoxně se tak stalo v důsledku komunistického režimu v Československu, který zakázal převoz jeho ostatků do vlasti. Transport se uskutečnil až v demokratickém zřízení během dubna 2018, kdy byly ostatky uloženy v kapli sv. Anežky České ve svatovítské katedrále. V roce 1998 byl zahájen proces jeho blahořečení.

## Život

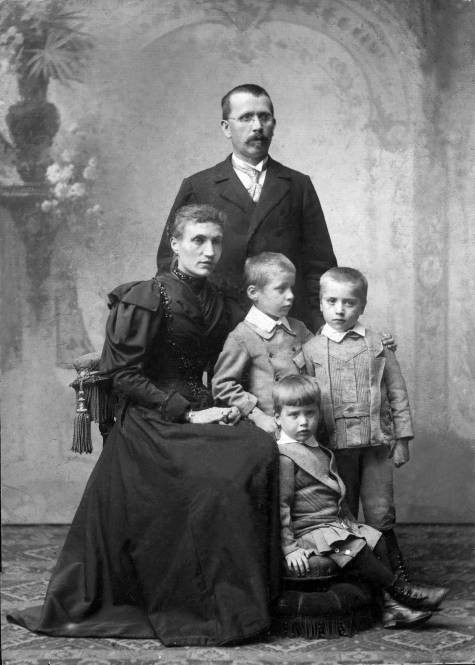
Rodina Beranových na konci 19. století

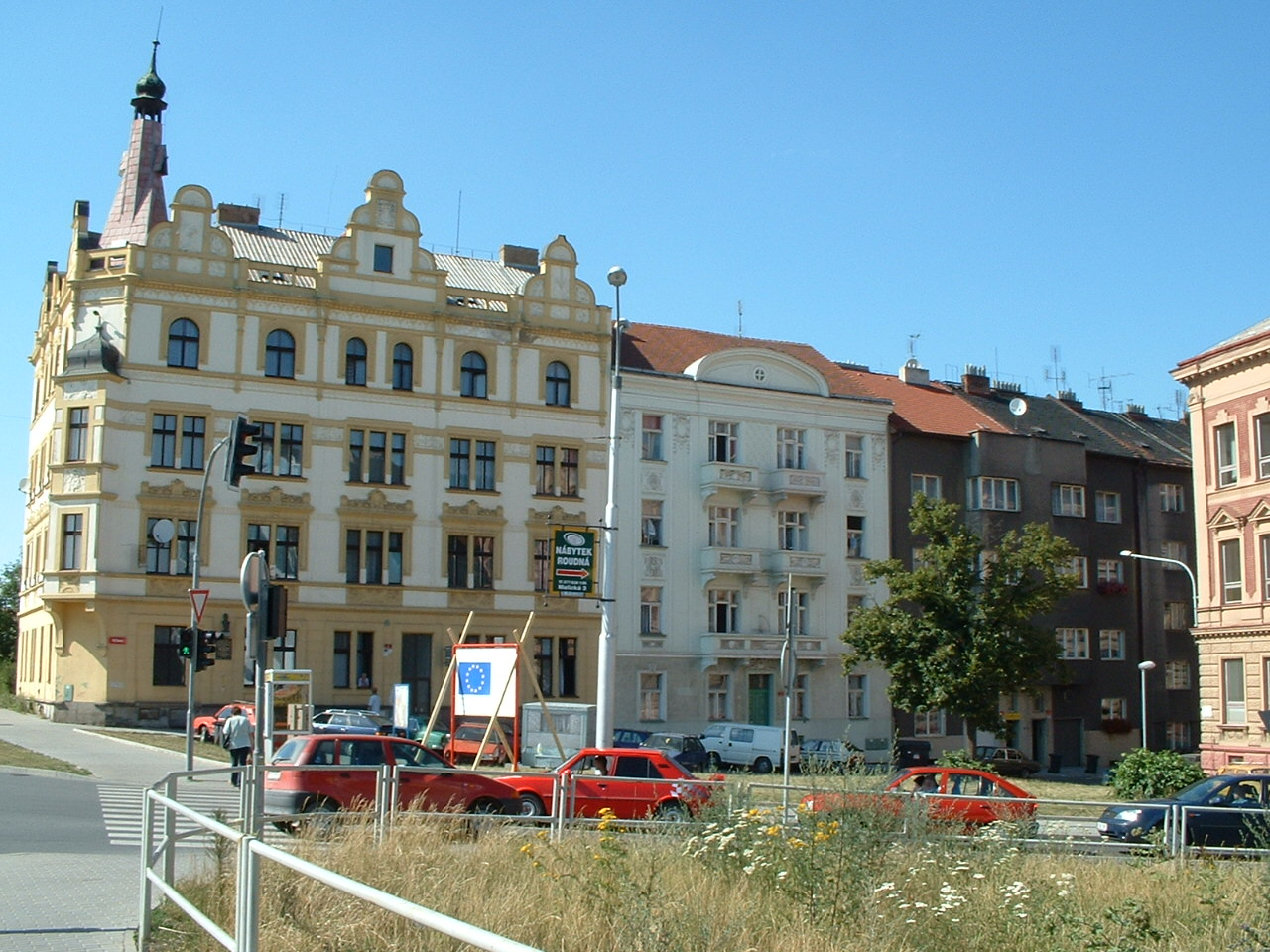
V domě Křížkova 1 (žlutý vlevo) ve čtvrti Roudná prožíval Beran studentská léta od roku 1904 a vracel se tam až do roku 1930. Byla zde umístěna pamětní deska a busta od Marie Uchytilové.

Narodil se v Plzni v rodině učitele Josefa Berana a jeho ženy Marie, rozené Lindauerové (neteře významného malíře Bohumíra (Gottfrieda) Lindauera), při křtu dostal jména Josef Jaroslav, za kmotry mu byli školník Josef Beneš a jeho žena Rozálie Benešová rozená Krásná. Josef Beneš byl bratr jeho babičky Terezie Lindauerové rozené Benešové.

### Vzdělání a činnost do 2. světové války
Vystudoval plzeňské gymnázium, poté se stal alumnem České koleje v Římě (Bohemicum, dnešní Nepomucenum, 1907–1912). Po vysvěcení na kněze (1911) pokračoval ve studiu teologie (doktorát 1912). V letech 1912–1917 působil jako kaplan (Chyše, Prosek u Prahy, Praha), dále působil nejprve jako učitel a posléze ředitel na ženském učitelském ústavu sv. Anny (1917–1928). Od roku 1928 vyučoval jako docent pastorální teologii na Teologické fakultě UK, v roce 1932 se stal profesorem teologie. V této době byl též rektorem pražského arcibiskupského kněžského semináře (od roku 1932).
V roce 1942 byl po atentátu na Heydricha zatčen a vězněn na Pankráci a v koncentračních táborech Terezín a Dachau. Zde byl vězněn mimo jiné společně s páterem Richardem Henkesem (roku 2019 blahořečen). V koncentračním táboře Dachau byl prvně zařazen mezi metaře. S ostatními zametal hlavní třídu, která vedla od lágru do města Dachau. Zde si na „toho flanďáka“ zasedl surový kápo, ale ještě větším tyranem byl neustálý hlad. V červnu [zdroj⁠?!] si polepšil díky známostem s německými vězni a díky nim se dostal do výrobny vitamínových prášků pro SS[zdroj?]. Dr. Beran tam v koutě pracoval mimo jiné vedle starého bolševika Franty Lemona z Dubí u Kladna[zdroj?]. V roce 1943 proběhla v koncentračním táboře Dachau velká epidemie břišního tyfu, kterým se dr. Beran také nakazil. Po velkém boji s infekcí přežil s pouhými 45 kilogramy váhy. Zesláblý byl přeložen do táborové punčochárny, kde se starci a invalidy zašíval ponožky[zdroj?]. Po zákroku z Vatikánu[zdroj?] se začalo s kněžími lépe zacházet[zdroj?]. Dr. Beran se dostal do táborové kanceláře, kde pracoval jako písař[zdroj?]. Tady tajně přepisoval lágrové statistiky a data, které předával přátelům k uschování. Když vypukla aféra rakouského kněze Lenze a jeho tajně psané knihy, musel dr. Beran kancelář opustit. Tuto knihu totiž ukrýval. Byl převeden do zeleninového skladiště a tam hlídal brambory, určené pro rodiny SS a pro Himmlera.[zdroj?] Bramborami tajně zásoboval své spoluvězně. 29. dubna byl koncentrační tábor Dachau osvobozen americkou armádou a dr. Beran se tak dočkal svobody.

### Pronásledování režimem

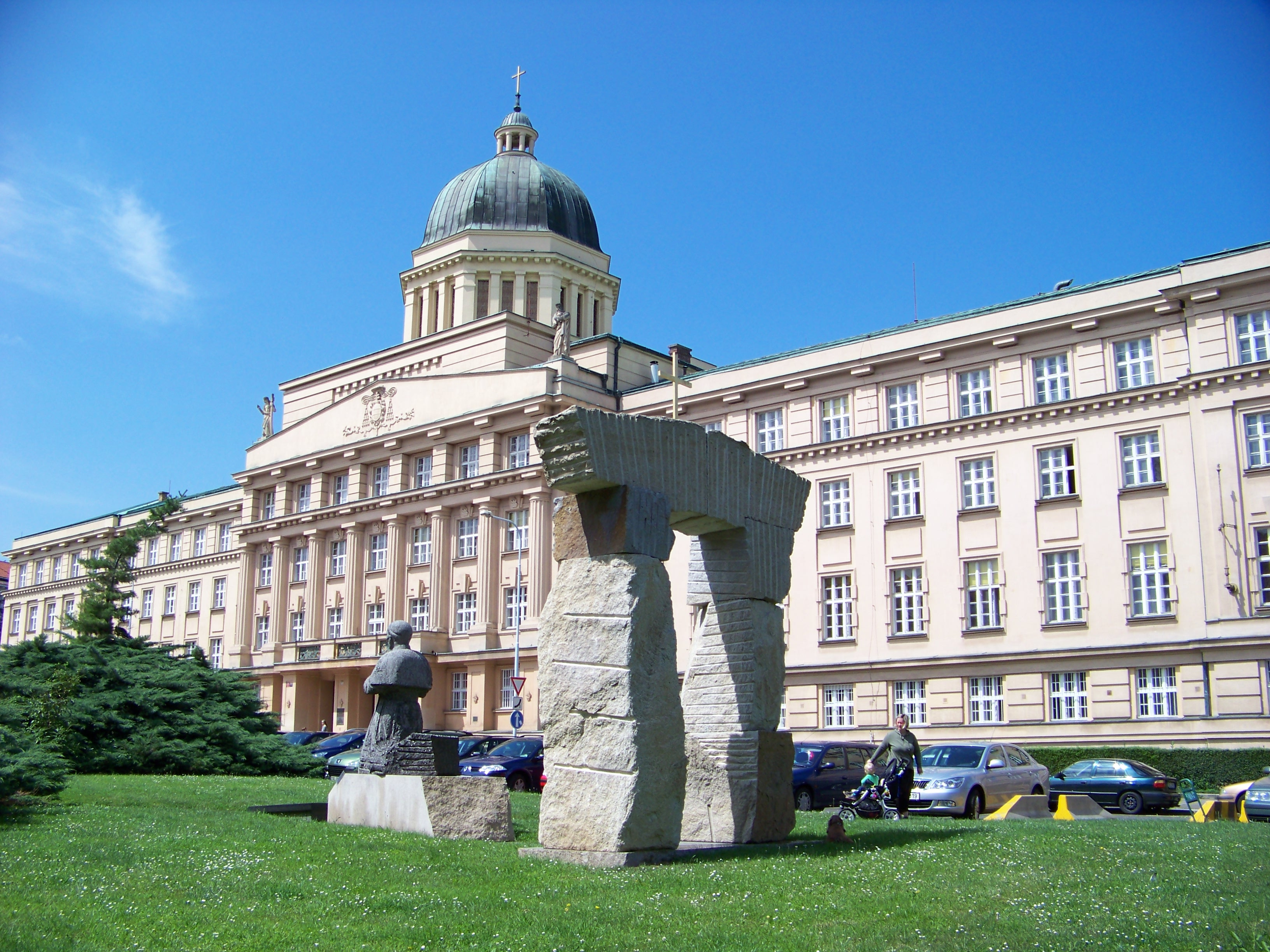
Arcibiskupský seminář a pomník kardinála Berana

Dne 4. listopadu 1946 jej papež Pius XII. jmenoval arcibiskupem pražským (vysvěcen 8. prosince téhož roku). Po komunistickém převratu v roce 1948 odmítl podřídit církev komunistické moci, vystoupil proti komunisty zřízené podvratné „Katolické akci“ a exkomunikoval a suspendoval kněze Josefa Plojhara (a s ním i několik dalších), který přes jeho přísný zákaz přijal místo v komunistické vládě. Přes enormní nátlak státu exkomunikaci nikdy neodvolal. V roce 1951 ji z Plojhara na nátlak komunistické vlády sňal pražský kapitulní vikář, na což ovšem neměl patřičné pravomoci (kromě toho Plojhar obdržel další exkomunikace). Plojhar Beranovi zákrok proti své osobě nikdy nezapomněl a systematicky využíval svého vlivu na komunistickou proticírkevní politiku k prosazení maximálních restrikcí vůči arcibiskupovi. Například když vláda v roce 1956 jednala o Beranově propuštění z internace, Plojhar byl striktně proti.
V letech 1949–1963 byl protiprávně internován StB na různých místech Československa, nejprve v Arcibiskupském paláci v Praze (1949–1951) a posléze jinde (Roželov, Růžodol, Paběnice, Mukařov, Radvanov). Během internace byl neustále sledován a StB se na něj pokoušela sehnat či vyrobit kompromitující materiály. Mimo jiné jednu dobu tajně přimíchávala do nápojů a jídla pro arcibiskupa a řeholnici, která se o něj starala, afrodiziaka v naději, že bude mít příležitost natočit nějaké kompromitující scény. Ovšem akce skončila debaklem, neboť nejenže nedosáhla úspěchu, ale arcibiskup nakonec příslušníka StB, který ho tajně natáčel, přistihl.

### Odjezd do Říma

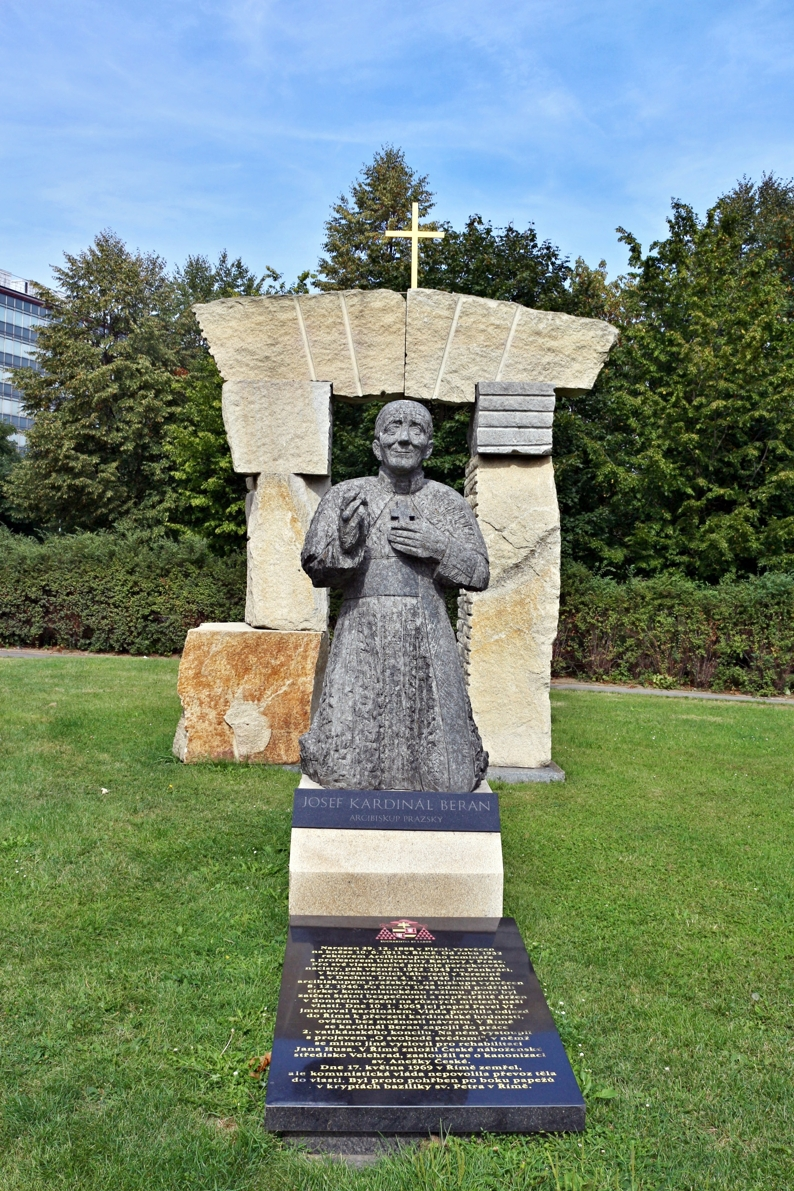
Pomník kardinálu Beranovi v Praze-Dejvicích před budovou Arcibiskupského semináře

V roce 1963 byl propuštěn z internace, bylo mu však zakázáno zdržovat se v Praze a vykonávat arcibiskupský úřad. 22. února 1965 jej papež Pavel VI. jmenoval kardinálem titulu Santa Croce in via Flaminia. Stát povolil arcibiskupu Beranovi odjet ze země do Říma na slavnostní předání kardinálského klobouku s úmyslem, že už mu nedovolí vrátit se do země. Komunističtí představitelé státu však arcibiskupa buďto uvedli v omyl, nebo nemluvili dost jasně. Beran byl přesvědčen, že se bude moci vrátit. Že tomu tak není, se dověděl až po jednání s nimi od Agostina Casaroliho. Ten mu sdělil, že Svatý otec ponechává rozhodnutí na něm. Dodal také, že pokud odjede, bude snad možné nahradit kolaborujícího pražského kapitulního vikáře za biskupa věrného Římu. Poté se Beran rozhodl pro dobro své diecéze do Říma odjet.
Ve Vatikánu se kardinál Beran zapojil do práce Druhého vatikánského koncilu. 20. září 1965 na něm vystoupil s projevem O svobodě svědomí, v němž odmítl hmotný nebo duševní nátlak, nutící člověka jednat proti jeho svědomí, a žádal jasné a bezvýhradné vyhlášení zásady náboženské svobody. Tento požadavek odůvodnil historickou zkušeností (z období komunistického útlaku a událostmi v 15. a 17. století), kdy podle jeho názoru útisk svobody svědomí vedl k pokrytectví, lži a jiným mravním neřestem, vážně ohrožujícím víru. Předpokládal, že takové vyhlášení zahanbí ty, kdo utlačují Církev, a povede k jejich obrácení. Velmi opatrně se také pokusil apelovat na koncil, aby se zastal pronásledovaných křesťanů, a navrhl, aby deklarace Dignitatis humanae byla doplněna o jasný požadavek na osvobození kněží i laiků vězněných pro svoji víru, umožnění svobodného výkonu úřadu biskupů a kněží a usnadnění jejich spojení se Svatým stolcem. Tato jeho snaha však nebyla úspěšná, koncil se k otázce křesťanů pronásledovaných komunistickými totalitními režimy nevyjádřil a deklarace Dignitatis humanae o navrhované formulace doplněna nebyla.

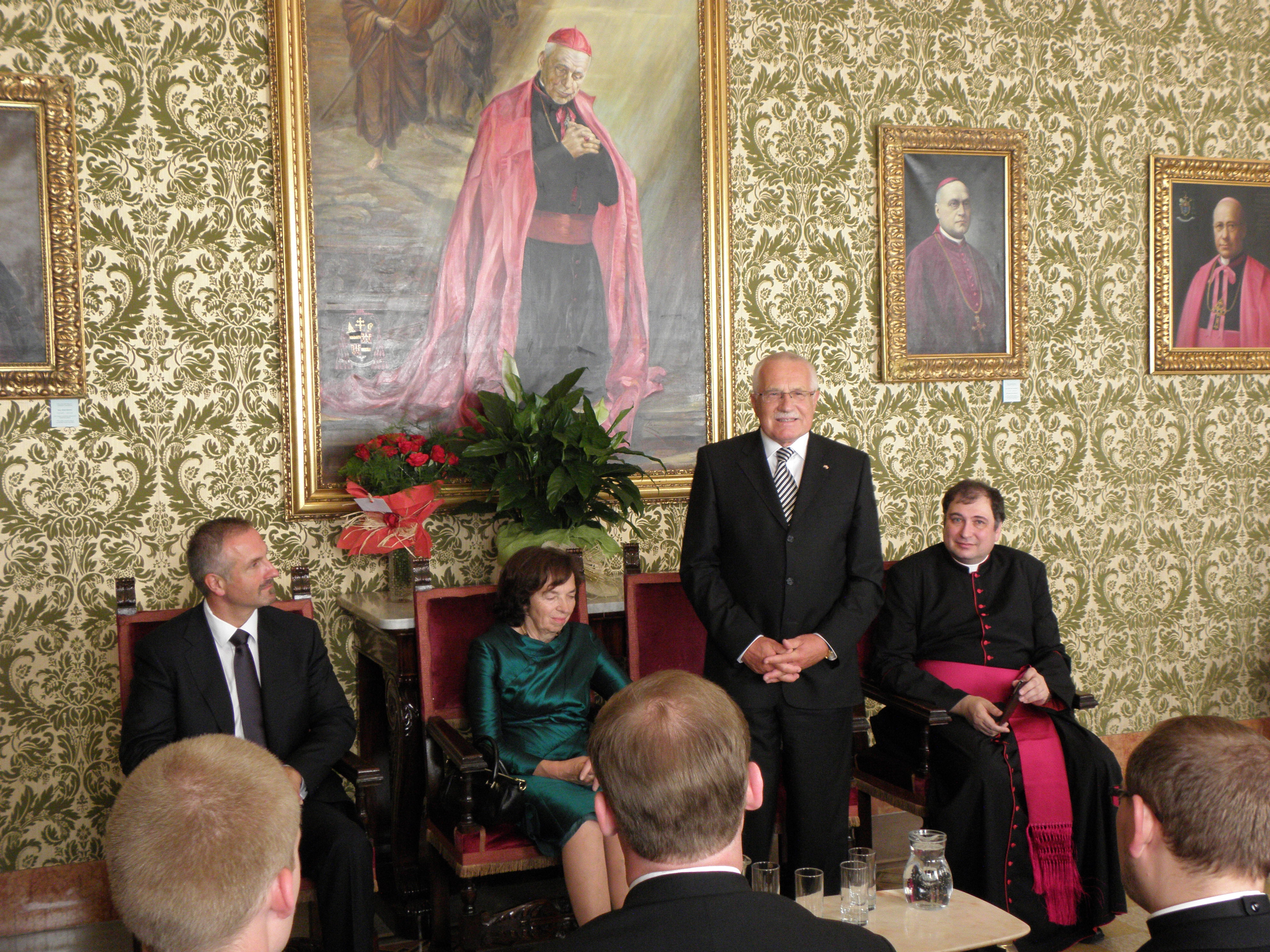
Obraz modlícího se kardinála Berana na stěně papežské koleje Nepomucenum při návštěvě prezidenta Václava Klause (stojící) 30. 5. 2009. Po pravici prezidenta Livia Klausová a velvyslanec ČR u Svatého stolce Pavel Vošalík. Po prezidentově levé ruce sedí rektor Nepomucena Jan Mráz.

V Římě kardinál Beran založil České náboženské středisko Velehrad. Jeho sekretářem byl po celou dobu jeho působení v Římě pozdější pomocný biskup pražský Jaroslav Škarvada a česko-římský teolog a pozdější profesor Papežské Lateránské univerzity Karel Skalický.
Po sebevraždě Jana Palacha přednesl ve vatikánském rádiu projev, ve kterém neschválil Palachův čin, ale vyzdvihl jeho ideály. Za tento projev byl kritizován prosovětským listem Zprávy.

### Ocenění
V roce 1966, během své cesty po Spojených státech amerických a Kanadě, obdržel kardinál Josef Beran několik čestných doktorátů za svůj nekompromisní postoj vůči komunistickému režimu. Během návštěvy Philadelphie mu byl udělen čestný doktorát práv na jezuitské Koleji sv. Josefa. V Houstonu převzal první čestný doktorát v historii Katolické univerzity sv. Tomáše Akvinského. V Chicagu pak získal další dva čestné doktoráty, jeden na Koleji sv. Prokopa a druhý na jezuitské univerzitě Loyola. Tato ocenění odrážela uznání, kterého se mu dostalo jak od církevních představitelů, tak od českých krajanů žijících v exilu.

### Závěr života
Kardinál Beran zemřel 17. května 1969 na rakovinu plic v Papežské koleji Nepomucenum v Římě, kde bydlel.

## Převoz ostatků do vlasti

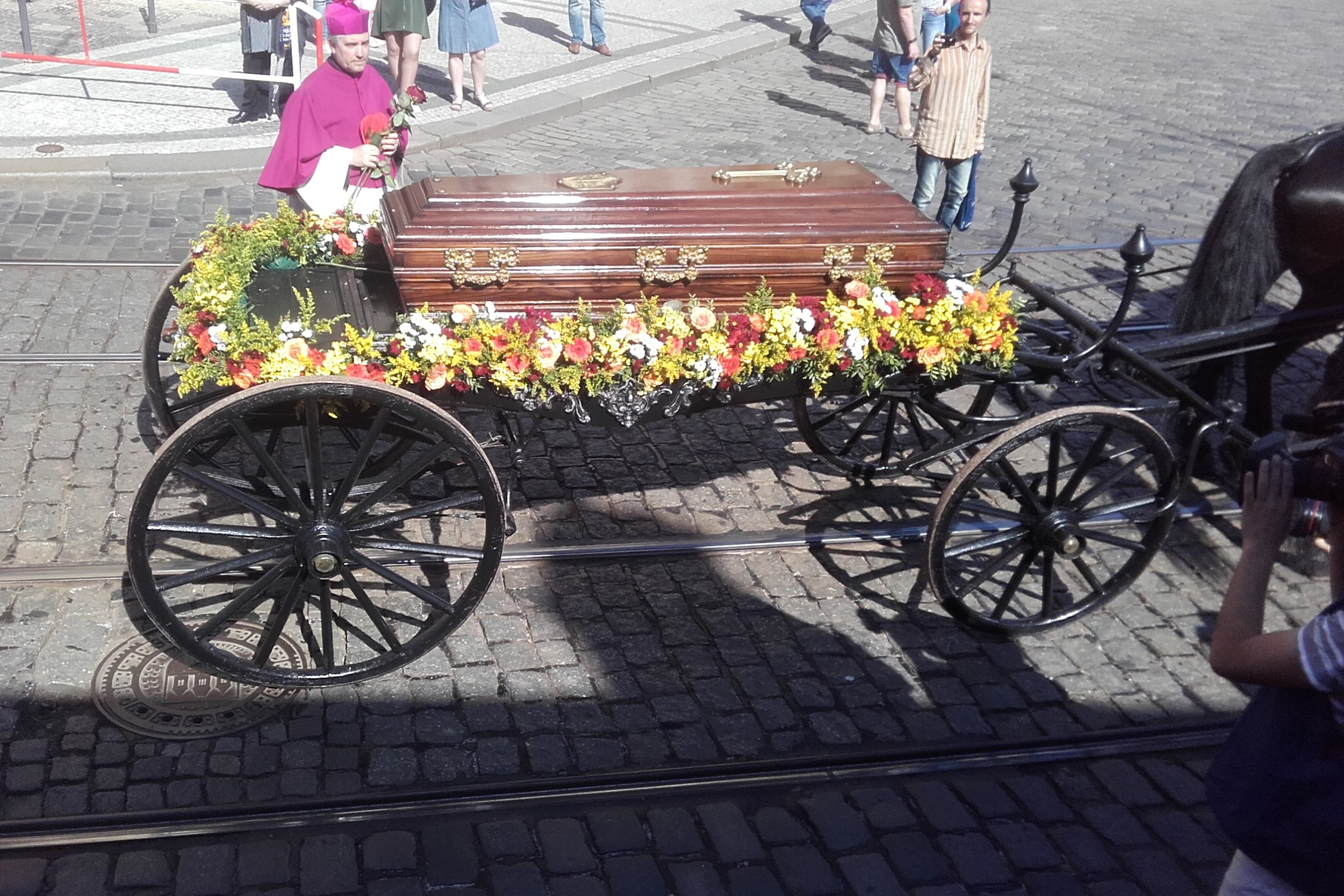
Vůz s rakví na Pohořelci

Když kardinál Beran zemřel, komunistická vláda nepovolila převoz těla do vlasti. Papež Pavel VI. rozhodl, že kardinál Beran bude pohřben po boku papežů v kryptách chrámu sv. Petra ve Vatikánu. Stal se tak prvním a zatím jediným Čechem, kterému se té pocty dostalo. Jeho hrob se nacházel poblíž hrobu svatého Petra, mezi hroby Pia XI. a Pia XII. Pavel VI. také oproti zvyklostem osobně vedl pohřební obřady. Papež František v lednu 2018 povolil převoz ostatků kardinála Berana do Česka. Dne 19. dubna došlo k vyzvednutí klerikových ostatků ze sarkofágu ve svatopetrské bazilice a následujícího dne byly transportovány vládním speciálem do České republiky na vojenské letiště Praha-Kbely. Následně se uskutečnily převoz koňským spřežením a další ceremonie. Mezi 20. a 23. dubnem byly ostatky veřejně vystaveny: v pátek 20. před bazilikou Nanebevzetí Panny Marie v areálu kláštera premonstrátů na Strahově, v sobotu 21. mezi prvním a druhým nádvořím Arcibiskupského paláce a poté před oltářem svatovítského dómu, a to do pondělí 23. dubna. Navečer toho dne byly uloženy do sarkofágu v kapli sv. Anežky České v hlavní lodi katedrály sv. Víta.

## Ocenění a blahořečení
14. listopadu 1946 (10 dnů po jmenování arcibiskupem pražským) obdržel od prezidenta Beneše Československý válečný kříž a medaili prvního stupně za zásluhy.
Josef Beran byl v roce 1991 in memoriam vyznamenán řádem Tomáše Garrigua Masaryka I. třídy. Dne 2. dubna 1998 byl zahájen proces blahořečení Josefa Berana. Postulátorem se stal Mons. Jaroslav V. Polc, po jeho smrti v roce 2004 jej nahradil profesor Jan Matějka.
Centrum náboženské tvorby České televize v Brně natočilo o kardinálu Beranovi hodinový polohraný dokument, který byl odvysílán 26. prosince 2008, tj. u příležitosti 120. výročí jeho narození.

## Genealogie

### Biskupská genealogie
Následující tabulka obsahuje genealogický strom, který ukazuje vztah mezi svěcencem a světitelem – pro každého biskupa na seznamu je předchůdcem jeho světitel, zatímco následovníkem je biskup, kterého vysvětil. Rekonstrukcím a vyhledáním původu v rodové linii ze zabývá historiografická disciplína biskupská genealogie.
1. kardinál Scipione Rebiba
2. kardinál Giulio Antonio Santorio
3. kardinál Girolamo Bernerio, OP
4. arcibiskup Galeazzo Sanvitale
5. kardinál Ludovico Ludovisi
6. kardinál Luigi Caetani
7. kardinál Ulderico Carpegna
8. kardinál Paluzzo Paluzzi Altieri Degli Albertoni
9. papež Benedikt XIII., roz. Pietro Orsini
10. papež Benedikt XIV., roz. Prospero Lambertini
11. papež Klement XIII., roz. Carlo della Torre di Rezzonico
12. kardinál Marcantonio Colonna
13. kardinál Giacinto Sigismondo Gerdil, B
14. kardinál Giulio Maria della Somaglia
15. kardinál Carlo Odescalchi, SJ
16. kardinál Costantino Patrizi Naro
17. kardinál Lucido Maria Parocchi
18. papež Pius X., roz. Giuseppe Sarto
19. papež Benedikt XV., roz. Giacomo Battista della Chiesa
20. papež Pius XII., roz. Eugenio Pacelli
21. arcibiskup Saverio Ritter
22. Josef Beran

## Monografie
Životu kardinála Berana se věnuje v římském exilu vydaná publikace s názvem Velká mše (1970) a po sametové revoluci vydaná monografie Kardinál Josef Beran: Životní příběh velkého vyhnance (2008) a výpravná publikace Uzavírám vás do svého srdce: Životopis Josefa kardinála Berana (2009).